# 鴻池生活科学専門学校
鴻池生活科学専門学校（こうのいけせいかつかがくせんもんがっこう）は、大阪府東大阪市西鴻池町一丁目にある私立専修学校。設置者は学校法人鴻池学院。

## 特徴
介護福祉を学び介護福祉士を養成する介護福祉学科と、服飾を学ぶファッションデザイン学科を併設している。

## 沿革
従来の鴻池ファッションデザイン専門学校（1949年開校）・鴻池社会福祉専門学校（1997年開校）を統合し、2009年度に開校した。

### 年表
- 1949年 - 鴻池洋裁女学校が開校
- 1976年 - 学校教育法改正により専修学校となる
- 1998年 - 鴻池ファッションデザイン専門学校に改称
- 1997年 - 鴻池社会福祉専門学校開校
- 2009年 - 鴻池ファッションデザイン専門学校・鴻池社会福祉専門学校を統合、鴻池生活科学専門学校が開校。

## 交通
- 片町線（学研都市線） 鴻池新田駅